# Любодиці
Любодиці (рос. Любодицы) — село в Бежецькому районі Тверської області Російської Федерації.
Населення становить 51 особу. Входить до складу муніципального утворення Зобинське сільське поселення.

## Історія
Від 2005 року входить до складу муніципального утворення Зобинське сільське поселення.

## Населення
| 1859 | 1997 | 2002 | 2008 | 2010 |
| ---- | ---- | ---- | ---- | ---- |
| 400  | ↘59  | ↘50  | ↗70  | ↘51  |